# 武藤公春
武藤 公春（むとう きみはる）は、日本のアニメーター、アニメーション演出家。スタジオジャイアンツ出身。

## 主な参加作品

### テレビアニメ
1980年代
- 一ッ星家のウルトラ婆さん（1982年 - 1983年、動画）
- さすがの猿飛（1982年 - 1984年、動画）
- GU-GUガンモ（1984年 - 1985年、動画）
- 悪魔島のプリンス 三つ目がとおる（1985年、動画）
- ゲゲゲの鬼太郎 第3作（1985年 - 1988年、動画）
- めぞん一刻（動画）
- マシンロボ クロノスの大逆襲（1986年 - 1987年、動画チェック）
- マシンロボ ぶっちぎりバトルハッカーズ（1987年、原画）
- 超音戦士ボーグマン（1988年、原画）
- 名門!第三野球部（1988年 - 1989年、原画）
- たいむとらぶるトンデケマン!（1989年 - 1990年、原画）

1990年代
- NG騎士ラムネ&40（1990年 - 1991年、原画）
- 魔法のエンジェルスイートミント（1990年 - 1991年、原画）
- 花の魔法使いマリーベル（1992年 - 1993年、原画）
- あしたへフリーキック（1992年 - 1993年、原画）
- メタルファイター♥MIKU（1994年、原画）
- 覇王大系リューナイト（1994年 - 1995年、原画）
- マクロス7（1994年 - 1995年、原画）
- 恐竜冒険記ジュラトリッパー（1995年、原画）
- 愛天使伝説ウェディングピーチ （1995年 - 1996年、原画）
- H2 （1995年 - 1996年、原画）
- 爆走兄弟レッツ&ゴー!!（1996年、絵コンテ・原画）
- 機動戦艦ナデシコ（1996年 - 1997年、原画）
- 爆走兄弟レッツ&ゴー!!WGP（1997年、原画）
- 爆走兄弟レッツ&ゴー!!MAX（1998年、絵コンテ・演出）
- 爆球連発!!スーパービーダマン（1999年、原画）
- ゾイド -ZOIDS-（1999年 - 2000年、原画）

2000年代
- ドキドキ♡伝説 魔法陣グルグル（2000年、原画）
- 遊☆戯☆王デュエルモンスターズ（2000年 - 2004年、演出・作画監督・原画）
- ロックマンエグゼ（2002年 - 2003年、演出助手）
- 宇宙のステルヴィア（2003年、演出助手）
- 冒険王ビィト（2004年 - 2005年、原画）
- 極上生徒会（2005年、演出）
- ロックマンエグゼBEAST（2005年 - 2006年、演出）
- 遊☆戯☆王デュエルモンスターズALEX（2006年、演出・作画監督）※日本未公開
- 流星のロックマン（2006年 - 2007年、演出）
- 遊☆戯☆王5D's（2008年 - 2011年、演出・作画監督・原画）

2010年代
- 遊☆戯☆王ZEXAL（2011年 - 2012年、絵コンテ・演出・原画・OP1原画・OP2/OP3演出）
- 遊☆戯☆王ZEXAL II（2012年 - 2014年、演出・原画・OP1演出・ED2原画）
- 遊☆戯☆王ARC-V（2014年 - 2017年、演出・原画・OP2演出）
- 遊☆戯☆王VRAINS（2017年 - 2019年、助監督・絵コンテ・演出・原画・OP1演出・OP2演出）

2020年代
- デジモンアドベンチャー:（2020年、演出）
- カノジョも彼女（2021年、演出）
- トロピカル〜ジュ!プリキュア（2021年、演出）
- デジモンゴーストゲーム（2021年、演出）
- デリシャスパーティ♡プリキュア（2022年、演出）
- 女神のカフェテラス（2023年、演出）
- アンダーニンジャ（2023年、演出）

### 劇場版アニメ
- SDガンダム外伝 聖機兵物語（1993年、原画）
- 遊☆戯☆王 THE DARK SIDE OF DIMENSIONS（2016年、演出）

### OVA
- 超音戦士ボーグマン2 -新世紀2058-（1993年、原画）
- 同級生 夏の終わりに（1994年、原画） ※15禁（後に18禁）
- ミネルバの剣士（1994年、原画） ※18禁
- 覇王大系リューナイト アデュー・レジェンド（1994年-1995年、原画）
- 湘南純愛組!（1994年-1997年、原画）

### イベント用アニメ
- キャプテン翼 最強の敵! オランダユース（1994年、原画）